# Liste des communes de la Martinique
Pour les autres listes de communes françaises, voir Listes des communes de France.
| - La Martinique. - Carte des communes de la Martinique. |

Cette page liste les 34 communes du département français de la Martinique au 1er janvier 2025.

## Liste des communes
Le tableau suivant donne la liste des communes au 1er janvier 2025, en précisant leur code Insee, leur code postal principal, leur arrondissement, leur intercommunalité, leur superficie, leur population et leur densité, d'après les chiffres de l'Insee issus du recensement 2022,.
| Nom                         | Code Insee | Code postal | Arrondissement | Intercommunalité                    | Superficie (km2) | Population (dernière pop. légale) | Densité (hab./km2) | Modifier                                    |
| --------------------------- | ---------- | ----------- | -------------- | ----------------------------------- | ---------------- | --------------------------------- | ------------------ | ------------------------------------------- |
| Fort-de-France (préfecture) | 97209      | 97200 97234 | Fort-de-France | CA du Centre de la Martinique       | 44,21            | 75 165 (2022)                     | 1 700              | modifier les données · modifier les données |
| L'Ajoupa-Bouillon           | 97201      | 97216       | La Trinité     | CA du Pays Nord Martinique          | 12,30            | 1 693 (2022)                      | 138                | modifier les données · modifier les données |
| Les Anses-d'Arlet           | 97202      | 97217       | Le Marin       | CA de l'espace sud de la Martinique | 25,92            | 3 874 (2022)                      | 149                | modifier les données · modifier les données |
| Basse-Pointe                | 97203      | 97218       | La Trinité     | CA du Pays Nord Martinique          | 27,95            | 2 810 (2022)                      | 101                | modifier les données · modifier les données |
| Bellefontaine               | 97234      | 97222       | Saint-Pierre   | CA du Pays Nord Martinique          | 11,89            | 1 824 (2022)                      | 153                | modifier les données · modifier les données |
| Le Carbet                   | 97204      | 97221       | Saint-Pierre   | CA du Pays Nord Martinique          | 36,00            | 3 619 (2022)                      | 101                | modifier les données · modifier les données |
| Case-Pilote                 | 97205      | 97222       | Saint-Pierre   | CA du Pays Nord Martinique          | 18,44            | 4 524 (2022)                      | 245                | modifier les données · modifier les données |
| Le Diamant                  | 97206      | 97223       | Le Marin       | CA de l'espace sud de la Martinique | 27,34            | 5 924 (2022)                      | 217                | modifier les données · modifier les données |
| Ducos                       | 97207      | 97224       | Le Marin       | CA de l'espace sud de la Martinique | 37,69            | 17 837 (2022)                     | 473                | modifier les données · modifier les données |
| Fonds-Saint-Denis           | 97208      | 97250       | Saint-Pierre   | CA du Pays Nord Martinique          | 24,28            | 641 (2022)                        | 26                 | modifier les données · modifier les données |
| Le François                 | 97210      | 97240       | Le Marin       | CA de l'espace sud de la Martinique | 53,93            | 15 858 (2022)                     | 294                | modifier les données · modifier les données |
| Grand'Rivière               | 97211      | 97218       | La Trinité     | CA du Pays Nord Martinique          | 16,60            | 508 (2022)                        | 31                 | modifier les données · modifier les données |
| Gros-Morne                  | 97212      | 97213       | La Trinité     | CA du Pays Nord Martinique          | 54,25            | 9 752 (2022)                      | 180                | modifier les données · modifier les données |
| Le Lamentin                 | 97213      | 97232       | Fort-de-France | CA du Centre de la Martinique       | 62,32            | 39 346 (2022)                     | 631                | modifier les données · modifier les données |
| Le Lorrain                  | 97214      | 97214       | La Trinité     | CA du Pays Nord Martinique          | 50,33            | 6 607 (2022)                      | 131                | modifier les données · modifier les données |
| Macouba                     | 97215      | 97218       | La Trinité     | CA du Pays Nord Martinique          | 16,93            | 1 001 (2022)                      | 59                 | modifier les données · modifier les données |
| Le Marigot                  | 97216      | 97225       | La Trinité     | CA du Pays Nord Martinique          | 21,63            | 2 991 (2022)                      | 138                | modifier les données · modifier les données |
| Le Marin                    | 97217      | 97290       | Le Marin       | CA de l'espace sud de la Martinique | 31,54            | 8 526 (2022)                      | 270                | modifier les données · modifier les données |
| Le Morne-Rouge              | 97218      | 97260       | Saint-Pierre   | CA du Pays Nord Martinique          | 37,64            | 4 469 (2022)                      | 119                | modifier les données · modifier les données |
| Le Morne-Vert               | 97233      | 97226       | Saint-Pierre   | CA du Pays Nord Martinique          | 13,37            | 1 748 (2022)                      | 131                | modifier les données · modifier les données |
| Le Prêcheur                 | 97219      | 97250       | Saint-Pierre   | CA du Pays Nord Martinique          | 29,92            | 1 463 (2022)                      | 49                 | modifier les données · modifier les données |
| Rivière-Pilote              | 97220      | 97211       | Le Marin       | CA de l'espace sud de la Martinique | 35,78            | 11 797 (2022)                     | 330                | modifier les données · modifier les données |
| Rivière-Salée               | 97221      | 97215       | Le Marin       | CA de l'espace sud de la Martinique | 39,38            | 11 818 (2022)                     | 300                | modifier les données · modifier les données |
| Le Robert                   | 97222      | 97231       | La Trinité     | CA du Pays Nord Martinique          | 47,30            | 21 490 (2022)                     | 454                | modifier les données · modifier les données |
| Saint-Esprit                | 97223      | 97270       | Le Marin       | CA de l'espace sud de la Martinique | 23,46            | 10 422 (2022)                     | 444                | modifier les données · modifier les données |
| Saint-Joseph                | 97224      | 97212       | Fort-de-France | CA du Centre de la Martinique       | 43,29            | 16 470 (2022)                     | 380                | modifier les données · modifier les données |
| Saint-Pierre                | 97225      | 97250       | Saint-Pierre   | CA du Pays Nord Martinique          | 38,72            | 4 069 (2022)                      | 105                | modifier les données · modifier les données |
| Sainte-Anne                 | 97226      | 97227       | Le Marin       | CA de l'espace sud de la Martinique | 38,42            | 4 491 (2022)                      | 117                | modifier les données · modifier les données |
| Sainte-Luce                 | 97227      | 97228       | Le Marin       | CA de l'espace sud de la Martinique | 28,02            | 9 275 (2022)                      | 331                | modifier les données · modifier les données |
| Sainte-Marie                | 97228      | 97230       | La Trinité     | CA du Pays Nord Martinique          | 44,55            | 14 827 (2022)                     | 333                | modifier les données · modifier les données |
| Schœlcher                   | 97229      | 97233       | Fort-de-France | CA du Centre de la Martinique       | 21,17            | 19 342 (2022)                     | 914                | modifier les données · modifier les données |
| La Trinité                  | 97230      | 97220       | La Trinité     | CA du Pays Nord Martinique          | 45,77            | 11 622 (2022)                     | 254                | modifier les données · modifier les données |
| Les Trois-Îlets             | 97231      | 97229       | Le Marin       | CA de l'espace sud de la Martinique | 28,60            | 6 735 (2022)                      | 235                | modifier les données · modifier les données |
| Le Vauclin                  | 97232      | 97280       | Le Marin       | CA de l'espace sud de la Martinique | 39,06            | 8 481 (2022)                      | 217                | modifier les données · modifier les données |
| Martinique                  | 02         |             |                |                                     | 1 128,00         | 361 019 (2022)                    | 320                | modifier les données                        |

Note : À la suite des élections territoriales de décembre 2015 concernant la collectivité territoriale unique de Martinique, le conseil régional et le conseil général sont remplacés par l'assemblée de Martinique. De fait, les cantons disparaissent.